# Heritage Lake (Indiana)
Heritage Lake est une census-designated place située dans le comté de Putnam, dans l’État de l'Indiana, aux États-Unis. Lors du recensement de 2020, elle compte 3 012 habitants.